# Nyctemera sulphurana
Nyctemera sulphurana är en fjärilsart som beskrevs av Embrik Strand 1909. Nyctemera sulphurana ingår i släktet Nyctemera och familjen björnspinnare. Inga underarter finns listade i Catalogue of Life.